# Glory 13: Tokyo
Glory 13: Tokyo foi um evento de kickboxing promovido pelo Glory, ocorrido em 21 de dezembro de 2013 no Ariake Coliseum em Tóquio, Japão.

## Background
A atração do evento foi o Torneio de Meio Médios do Glory. Aconteceram duas lutas pelo torneio, com uma terceira sendo alternativa. Os vencedores das duas semifinais prosseguem a final no evento principal. O evento também contou com outras lutas não válidas pelo torneio, incluindo a luta de aposentadoria da lenda Peter Aerts, contra Rico Verhoeven, e Daniel Ghiță vs. Errol Zimmerman II.
Glory 13 teve 657,000 telespectadores.

## Resultados
^ a: Final do Torneio de Meio Médios.

^ b: Semifinal do Torneio de Meio Médios.

^ c: Luta Reserva do Torneio de Meio Médios.

## Chave do Torneio de Meio Médios do Glory de 2013
|  | Semifinal          | Semifinal          | Semifinal     |               |                   | Final             | Final | Final |  |
|  |                    |                    |               |               |                   |                   |       |       |  |
|  | Joseph Valtellini  | Joseph Valtellini  | KO            |               |                   |                   |       |       |  |
|  | Joseph Valtellini  | Joseph Valtellini  | KO            |               |                   |                   |       |       |  |
|  | Raymond Daniels    | Raymond Daniels    | R3.           |               |                   |                   |       |       |  |
|  | Raymond Daniels    | Raymond Daniels    | R3.           |               | Joseph Valtellini | Joseph Valtellini | R3.   |       |  |
|  |                    |                    |               |               | Joseph Valtellini | Joseph Valtellini | R3.   |       |  |
|  |                    |                    | Nieky Holzken | Nieky Holzken | KO                |                   |       |       |  |
|  | Nieky Holzken      | Nieky Holzken      | Nieky Holzken | Nieky Holzken | KO                | DEC               |       |       |  |
|  | Nieky Holzken      | Nieky Holzken      |               |               |                   |                   |       |       |  |
|  | Karapet Karapetyan | Karapet Karapetyan | 3-0           |               |                   |                   |       |       |  |